# Carlos Rodríguez Cal
Carlos Rodríguez Cal ist ein uruguayischer Politiker.
Rodríguez Cal war mindestens Mitte der 1960er Jahre Eigentümer und Direktor der in Treinta y Tres erscheinenden Zeitung Orientación.
Rodríguez Cal, der nach Angaben der offiziellen Parlamentsdatenbank der Partido Nacional angehört, saß in der 39. und 40. Legislaturperiode als Vertreter des Departamento Treinta y Tres erstmals ab dem 20. April 1966 und mit Unterbrechungen bis zum 9. Dezember 1970 als stellvertretender Abgeordneter in der Cámara de Representantes. In der 41. Legislaturperiode hatte er dann, ebenfalls für Treinta y Tres, vom 15. Februar 1972 bis zum 27. Juni 1973 ein Titularmandat in der Abgeordnetenkammer inne. Im Zeitpunkt des Staatsstreichs 1973 war er Teil der Comisión Permanente des Parlaments, wobei ihn der Abgeordnete Yerú Pardiñas in seiner Parlamentsrede vom 26. Februar 2013 zu jener Zeit als Mitglied der Partido Colorado verortete. Auch eine Datenbank der Fakultät für Sozialwissenschaften der Universidad de la República führt ihn seinerzeit als Colorado-Mitglied und ordnet ihn dem Sublema Unión Nacional Reeleccionista (UNReelecc) 13 und 66 zu.

## Zeitraum seiner Parlamentszugehörigkeit
- 20. April 1966 bis 14. Februar 1967 (Cámara de Representantes, 39. LP)
- 15. Mai 1968 bis 15. November 1968 (Cámara de Representantes, 40. LP)
- 19. November 1968 bis 9. Dezember 1970 (Cámara de Representantes, 40. LP)
- 15. Februar 1972 bis 27. Juni 1973 (Cámara de Representantes, 41. LP)